# 이와미자와역
이와미자와역(일본어: 岩見沢駅 이와미자와에키[*])은 일본 홋카이도 이와미자와시에 있는 홋카이도 여객철도의 역이다. 역 번호는 A13이며, 모든 특급 · 쾌속 열차가 정차한다. 하코다테 본선과 무로란 본선의 2개 노선이 상호 운행하고 있다. 이 역에서는 무로란 본선의 종점역이다.

## 타는 곳
| 1 | ■ 하코다테 본선 | (상행) | 주로 보통열차 | 에베쓰 · 삿포로 · 오타루 방면         |
| 1 | ■ 무로란 본선   |        | 주로 보통열차 | 도마코마이 방면                       |
| 3 | ■ 하코다테 본선 | (상행) | 주로 보통열차 | 에베쓰 · 삿포로 · 오타루 방면         |
| 3 | ■ 무로란 본선   |        | 주로 보통열차 | 도마코마이 방면                       |
| 4 | ■ 하코다테 본선 | (상행) | 주로 특급열차 | 삿포로 · 신치토세쿠코 방면            |
| 6 | ■ 하코다테 본선 | (하행) | 주로 특급열차 | 아사히카와 · 왓카나이 · 아바시리 방면 |
| 7 | ■ 하코다테 본선 | (상행) | 주로 보통열차 | 에베쓰 · 삿포로 · 오타루 방면         |
| 7 | ■ 하코다테 본선 | (하행) | 주로 보통열차 | 다키카와 · 아사히카와 방면            |

## 이용 현황
| 연도     | 하루 평균 승차 인원 |
| 2009년도 | 4,628명             |
| -------- | ------------------- |

## 역 주변
- 이와미자와 커뮤니티 플라자
- 이와미자와 역 히가시 시민광장
- 이와미자와 시민회관 · 문화센터
- 삿포로 법무국 이와미자와 지국
- 이와미자와 세무서
- 삿포로 지방 재판소 · 가정 재판소 이와미자와 지부
- 이와미자와 간이 재판소
- 삿포로 지방 검찰청 이와미자와 지부 · 이와미자와 구 검찰청
- 이와미자와 연금 사무소
- NHK 이와미자와 보도실
- 소라치 종합 진흥국 청사

## 인접 정차역
| 홋카이도 여객철도 ■ 하코다테 본선     | 홋카이도 여객철도 ■ 하코다테 본선 | 홋카이도 여객철도 ■ 하코다테 본선 |
| ------------------------------------- | --------------------------------- | --------------------------------- |
| 01 삿포로 방면                        | 특급 "소야"                       | A16 비바이 왓카나이 방면          |
| 01 삿포로 방면                        | 특급 "오호츠크"                   | A16 비바이 아바시리 방면          |
| 01 삿포로 방면                        | 특급 "카무이" · "라일락"          | A16 비바이 아사히카와 방면        |
| A12 카미호로무이 삿포로 · 오타루 방면 | ● 구간쾌속 "이시카리 라이너"      | 시·종착역                         |
| A12 카미호로무이 삿포로 · 오타루 방면 | ● 보통                            | A14 미네노부 아사히카와 방면      |
| 홋카이도 여객철도 ■ 무로란 본선       |                                   |                                   |
| 시분 도마코마이 방면                  | ● 보통                            | 시·종착역                         |